# 強烈熱帶風暴愛娜斯 (1978年)
強烈熱帶風暴愛娜斯（英語：Severe Tropical Storm Agnes）是1978年太平洋颱風季第9個被命名的風暴。愛娜斯是少數在南海生成並增強為強烈熱帶風暴的熱帶氣旋，形成不久即緩慢北上到汕尾以南海面，然後採取偏西路徑沿華南海岸線行走，並影響珠江口，及後受颱風芸蒂影響及副熱帶高壓脊大幅度東退而扭轉路徑，「回馬槍」向東北移動再次影響珠江口，最終登陸珠江口以東地區及消散。
愛娜斯兩度影響珠江口，不但令皇家香港天文台兩度懸掛八號烈風或暴風信號，更是天文台自二戰後有紀錄以來唯一一次懸掛所有方向的八號信號；而熱帶氣旋警告生效時間長達五日，是自二戰後有紀錄以來，總生效時間最長的一次。

## 氣象歷史
愛娜斯是當年少數在南海生成，又能增強為強烈熱帶風暴的熱帶氣旋。據皇家香港天文台的熱帶氣旋年報指出，一個低壓區早於7月22日在南海北部形成。兩日後的下午，天文台經氣象衛星雲圖分析之後，指出這個低壓區已發展成一個熱帶低氣壓，當時此熱帶低氣壓集結在香港以南約570公里處，以時速約16公里北行並趨向華南。美國聯合颱風警報中心認為，熱帶低氣壓於7月25日下午在東沙群島西南方海面增強成為熱帶風暴，於是將其命名為愛娜斯，皇家香港天文台同日跟隨美方升格，臺灣交通部中央氣象局亦在同日將其升為輕度颱風。
愛娜斯在同日晚間移到汕尾以南海面，強度繼續增加，初時由於在西太平洋的副熱帶高壓脊位置偏東，其西脊點位置在東經120度左右，加上副高沒有西伸，有利愛娜斯向北靠近華南；到了7月26日至27日副高西伸至東經115度左右，愛娜斯受到副高南側的偏東氣流影響，轉為向西緩慢移動，沿著華南海岸線附近趨向雷州半島以東海面。愛娜斯西行同時，環流組織持續完善，皇家香港天文台在7月26日早上，將愛娜斯升格為強烈熱帶風暴，並於當日日間掠過珠江口附近並影響當地，不過愛娜斯到晚間在香港以南海面幾乎停留不動，然後恢復緩慢向西移動，逐漸遠離香港，到達上川島以南並繼續趨向雷州半島。
隨著颱風芸蒂在7月27日較後時間，開始進入琉球群島附近太平洋洋面，愛娜斯開始受前者的廣闊環流影響，產生藤原效應，愛娜斯逐漸減慢速度，並再次幾乎停留不動。與此同時，副高短時間內再次大幅度東退，到7月29日其西脊點位置已退至東經130度左右。兩個因素加成下，愛娜斯7月28日開始扭轉路徑，先在雷州半島以東海面逆時針打轉，再以時速八公里轉向東移動，再次接近珠江口。7月29日，愛娜斯因應副高東退及芸蒂的相關西南氣流影響，再轉向東北移動，速度加快至每小時15公里，趨向香港以東地區。珠江口地區於此日再度受到風暴影響，出現烈風及暴雨，皇家香港天文台當日晚間的雷達觀測顯示，愛娜斯的移動方向再轉為東北偏北，強度稍為減弱。愛娜斯最終在7月30日早上登陸惠東縣平海鎮沿海，進入華南地區；受到地形影響，愛娜斯的結構受到嚴重破壞而迅速減弱，同日美方、香港天文台及中央氣象局皆降格其為熱帶低氣壓，它不久後在廣東省東部消失。

## 影響

### 香港
- 當地評定巔峰強度分級：（HKO）
- 當地評定最大持續風速：110每小時（31每秒；59節）（十分鐘）
- 當地懸掛之最高熱帶氣旋警告信號： 八號烈風或暴風信號（所有方向）
- 最接近當地時間：1978年7月30日凌晨3時（第二次襲港時）
- 最接近當地位置：天文台總部以東約60公里（第二次襲港時）

皇家香港天文台於7月25日上午7時半懸掛一號戒備信號，隨著愛娜斯於當日下午增強為熱帶風暴並首次逼近香港，天文台於晚上10時50分改掛三號強風信號。愛娜斯於翌日早上增強為強烈熱帶風暴並直趨廣東省沿岸，境內風力逐漸加強，天文台在早上9時改掛八號東北烈風或暴風信號，並於下午3時45分改掛八號東南烈風或暴風信號，持續近一天。因應愛娜斯向西遠離，天文台於7月27日下午1時半改掛三號信號，但愛娜斯一直停滯不前，且有跡象折返，對香港構成一定威脅，三號信號因而懸掛超過兩日（近52小時），是有紀錄以來懸掛時間第二長的三號信號。當時天文台警告，愛娜斯可能再次來襲，呼籲市民切勿鬆懈。
一如天文台所料，愛娜斯受颱風芸蒂的影響，再次逼近珠江口，天文台在7月29日下午5時25分再次改掛八號東北烈風或暴風信號，因應香港風向改變，天文台先後於7月30日凌晨2時半及4時40分改掛八號西北及八號西南信號。愛娜斯其後於惠東縣登陸，天文台於早上7時10分改掛三號信號，其後於下午3時10分除下所有熱帶氣旋警告信號。愛娜斯兩度影響珠江口，天文台在7月25日懸掛一號信號至7月30日除下所有信號，熱帶氣旋警告生效時間長達五日，是自二戰後有紀錄以來，總生效時間最長的一次；其中八號東南信號生效時間長達21小時45分鐘，一度是有紀錄以來生效時間最長的八號東南信號，紀錄維持43年後才被熱帶風暴獅子山之22小時打破；天文台更是為愛娜斯懸掛所有方向的八號信號（西北、西南、東北、東南），是自二戰後有紀錄以來唯一一次。
因為愛娜斯來襲，香港海陸空交通大受影響，所有港內及來往澳門及中國大陸的渡輪暫停，山頂纜車、香港電車及大部分巴士路線自7月26日下午3時起陸續停駛，九廣鐵路如常服務，隨著愛娜斯遠去，境內交通曾經一度在7月27日正午前後恢復。不過及後愛娜斯折返珠江口，海陸空交通7月29日起再度受影響，渡輪、巴士及班機再次停止服務，可是因正值週末而對社會影響輕微，且到翌日日間逐漸恢復。啟德機場在風暴兩次襲港期間，合共有176班航班遭取消、延誤或改飛往他處。
香港整體災情方面不算嚴重，但其間持續有雨並維持很長時間。天文台共錄得519毫米雨量，是自1884年以來，為香港帶來最多雨量的熱帶氣旋之第五位，排在1965年同名風暴之後。長時間的大雨令新界農民受到嚴重損失，漁農處表示，有515英畝，即大約2.08平方公里的農田遭水淹，以大埔區佔最多，預料香港蔬果將減產一半，相關產品市場價格會大漲最多五倍。新田牛潭尾村有八成魚塘滿瀉，數以十萬計生魚被沖走，而菜田也需要一個月時間恢復，故此期間香港人不能進食新界蔬菜。市區方面，大雨同時令不少舊樓出現破損，先後有20座舊樓抵不住風雨，被當局宣佈為危樓並立即封閉，這些危樓多數位於港島中區及西區。荃灣市中心沙咀道一帶在7月30日出現嚴重水浸，水深一度達0.6至1.2米，在同區柴灣角村，有一條引水道突然崩塌，大量泥石及洪水向下直掃木屋區，導致三間木屋被沖走，另有近40間木屋受損，事件中無人受傷。另外，風暴總共造成三人死、134人受傷，其中兩名死者是沙田政府街市菜販夫婦，在7月29日搭乘的士時，的士在沙田火炭村一帶失控並掉進水坑，司機及時逃出但該夫婦溺斃；而另一名死者則是黃大仙馬仔坑村木屋區內一名走避不及而遭山泥活埋的老婦。

### 澳門
澳門方面，氣象局曾在7月26日上午10時45分懸掛八號風球，受風暴影響，當地逸園賽狗活動取消，澳氹大橋關閉，交通服務需要暫停，來往港澳間的渡輪停航。氣象局到翌日下午5時45分除下八號風球，並指出未有收到任何傷亡報告，市面未受嚴重破壞，不過澳氹大橋仍需關閉。隨著風暴再度接近澳門，氣象局再次發佈風暴訊息，並曾在7月29日下午5時起懸掛三號風球，交通再度停頓，逸園賽狗再次取消，不過風暴吹襲期間仍然沒有明顯破壞，僅一座空置木製樓宇倒塌。三號風球最終在翌日上午6時半除下，市面隨即回復正常，惟遊客人數因風暴緣故而大為減少。

### 中國大陸
- 當地評定巔峰強度分級：（CMA）
- 當地評定最大持續風速：40每秒（78節；140每小時）（二分鐘）
- 當地評定中心最低氣壓：960百帕斯卡（28.35英寸汞柱）

中國大陸廣東省氣象台在7月26日為該年「第七號颱風」（指愛娜斯）發布緊急警報，指出颱風在之後24小時內在珠江口附近海面打轉，或登陸廣東省中部，其中惠陽、佛山、汕頭三個地區將有暴雨。隨著愛娜斯在海面打轉，及後折返香港附近，廣東省氣象台在7月29日指，颱風將會在寶安縣到惠來縣之間沿海地區登陸。颱風最終在7月30日早上7時許登陸珠江口東部的惠東縣平海鎮，寶安縣在颱風登陸當日出現226毫米大暴雨，而整個風暴期間總雨量則達440毫米，是廣東省眾縣市中最多，但當地沒有嚴重的災情報告。較早前廣東省受到自1834年以來最嚴重熱浪及旱災，新華社報導認為，隨著颱風到來，當地熱浪及旱災暫時得到紓緩。

## 註腳
1. ↑  包括日本氣象廳在內的全世界大部分區域專責氣象中心採用十分鐘持續風速衡量熱帶氣旋強度，但美國的聯合颱風警報中心採用一分鐘持續風速，兩個數值的換算比約為1比1.14。[4]

## 外部連結
- 1978年熱帶氣旋年刊 （页面存档备份，存于），皇家香港天文台
- 民國六十七年北太平洋西部颱風概述 （页面存档备份，存于），交通部中央氣象局